# Romà Montañez i Martín
Romà Montañez i Martín, (Sant Joan de Vilatorrada, 18 de febrer de 1979) és un exjugador professional de bàsquet català, que ocupa la posició d'escorta. La temporada 2013-14 va jugar al Baloncesto Fuenlabrada, i l'agost de 2015 va fitxar pel Bàsquet Manresa per iniciar-hi la seva tercera i última etapa a l'equip.